# Rolf Sievert
Rolf Maximilian Sievert (Stockholm, 6. svibnja 1896. – 3. listopada 1966.) je bio švedski fizičar, koji je najpoznatiji po svom doprinosu u proučavanju bioloških utjecaja ionizirajućeg zračenja.
Rolf Sievert je bio profesor i voditelj labaratorija za ispitivanje radioaktivnosti u Karolinskom institutu u Stockholmu od 1924. do 1937. Bio je začetnik u mjerenju apsorbiranih doza ionizirajućeg zračenja i njihovom utjecaju na pojavu raka. Nakon toga se više bavio utjecajem malih doza zračenja na zdravlje ljudi. Osnivač je nekoliko udruženja koji su se bavili utjecajem radioaktivnosti. Izumio je i čitav niz mjernih instrumenata za mjerenje ekvivalentnih doza ionizirajućeg zračenja.
Od 1979., u njegovu čast je uvedena SI izvedena mjerna jedinica sievert (kratica: Sv), kojom se mjeri ekvivalentna doza ionizirajućeg zračenja.